# Univerza sv. Klimenta Ohridskega v Bitoli
Univerza sv. Klimenta Ohridskega v Bitoli je druga največja in druga najstarejša univerza v sodobni Makedoniji (za Univerzo sv. Cirila in Metoda v Skopju). Ustanovljena je bila 25. aprila 1979 in je po imenu konkurenčna največji bolgarski - sofijski univerzi sv. Kliment Ohridski.

## Članice univerze
Univerza v Bitoli danes vsebuje enajst fakultet, ter eno visoko šolo kot visokošolske institucije. Poleg njih v sestavu univerze delujeјо še tri raziskovalni inštituti in dve pridruženi članici .

### Fakultete
- Tehniška fakulteta
- Ekonomska fakulteta (v Prilepu)
- Fakulteta za turizem in gostinstvo (v Ohridu)
- Pedagoška fakulteta
- Fakulteta za biotehniške vede
- Fakulteta za upavo in upravljanje informacijskih sistemov
- Visoka medicinska šola
- Fakulteta za varnostne vede (v Skopju)
- Pravna fakulteta
- Tehnološko-tehniška fakulteta
- Veterinarska fakulteta
- Fakulteta za informacijske in komunikacijske tehnologije

### Inštituti
- Inštitut za tobak - Prilep
- Hidrobiološki inštitut
- Inštitut za staro slovansko kulturo

### Pridružni članici
- Univerzitetna knjižnica sv. Klimenta Ohridskega
- Študentski dom Kočeta Racina